# اریک گوتیه‌رز
اریک گوتیه‌رز (انگلیسی: Érick Gutiérrez؛ زادهٔ ۱۵ ژوئن ۱۹۹۵) بازیکن فوتبال اهل مکزیک است.
از باشگاه‌هایی که در آن بازی کرده‌است می‌توان به باشگاه فوتبال پاچوکا اشاره کرد.
وی همچنین در تیم‌های ملی فوتبال زیر ۲۳ سال مکزیک و تیم ملی فوتبال مکزیک بازی کرده‌است.